# コレーノ・アウゾーニオ
コレーノ・アウゾーニオ（伊: Coreno Ausonio）は、イタリア共和国ラツィオ州フロジノーネ県にある、人口約1,500人の基礎自治体（コムーネ）。

## 地理

### 位置・広がり

#### 隣接コムーネ
隣接するコムーネは以下の通り。括弧内のLTはラティーナ県所属を示す。
- アウゾーニア
- カステルフォルテ (LT)
- カステルヌオーヴォ・パラーノ
- ミントゥルノ (LT)
- サンティ・コズマ・エ・ダミアーノ (LT)
- スピーニョ・サトゥルニア (LT)
- ヴァッレマーイオ

### 気候分類・地震分類
コレーノ・アウゾーニオにおけるイタリアの気候分類 (it) および度日は、zona D, 1717 GGである。
また、イタリアの地震リスク階級 (it) では、zona 2B (sismicità media) に分類される。

## 姉妹都市
- Błonie、ポーランド